# Eva Pfaff
Eva Pfaff (10 de febrero de 1961) es una tenista profesional alemana retirada de la actividad. Durante su carrera ganó un título en sencillos y nueve en dobles. Fue la número 17 del ranking mundial en sencillos (en 1983) y la número 16 en dobles (1988).
En el abierto de Canadá en 1983, Pfaff consiguió puntos de partido contra Martina Navratilova en la ronda de 16, pero perdió el partido 7–6 en el tercer set. Fue la única jugadora que tuvo puntos de partido contra Navratilova ese año aparte de la derrota de Martina en Roland Garros contra Kathleen Horvath.